# لانجادايك
لانجادايك Langedijk  هي مدينة وبلدية بمقاطعة شمال هولندا، هولندا.

## طوبوغرافيا
خريطة طوبوغرافية هولندية لبلدية لانجادايك، يونيو 2015، (تقرأ بعد ثلاث نقرات على الخريطة).

## أعلام
- رينيه كوس
- بيريند توبيا بوينجا